# Bogoria (Staszów)
Pour les articles homonymes, voir Bogoria.
Bogoria est un village de la voïvodie de Sainte-Croix et du powiat de Staszów. Il est le siège de la gmina de Bogoria et compte 930 habitants en 2006.